# Fourná
Fourná, en grec moderne : Φουρνά, est un village et ancien dème du district régional de l'Eurytanie, en Grèce-Centrale. Depuis 2010, il est fusionné au sein du dème de Karpenísi.
Selon le recensement de 2011, la population du dème compte 625 habitants tandis que celle du village s'élève à 298 habitants.